# Xylomya ciscaucasica
Xylomya ciscaucasica är en tvåvingeart som först beskrevs av Pleske 1928.  Xylomya ciscaucasica ingår i släktet Xylomya och familjen lövträdsflugor. Inga underarter finns listade i Catalogue of Life.